# Al-Qutayfah District
Al-Qutayfah District (arabiska: منطقة القطيفة) är ett distrikt i Syrien.   Det ligger i provinsen Rif Dimashq, i den sydvästra delen av landet, 60 kilometer nordost om huvudstaden Damaskus.
Trakten runt Al-Qutayfah District är ofruktbar med lite eller ingen växtlighet. Runt Al-Qutayfah District är det ganska tätbefolkat, med 75 invånare per kvadratkilometer.